# Гросси, Томмазо
Томмазо Гросси (итал. Tommaso Grossi; 23 января 1790, 23 января 1791 или 20 января 1791, Беллано, Лекко — 10 декабря 1853, Милан) — ломбардский поэт и писатель, родившийся в эпоху правления австрийцев в Ломбардии.

## Биография
Родился в Беллано около озера Комо. Получил степень в области права в Павии в 1810 году и оттуда отправился в Милан, чтобы сделать там юридическую карьеру, но австрийские власти, сомневаясь в лояльности юноши, препятствовали его карьерному росту, вследствие чего Гросси всю свою жизнь оставался простым нотариусом.
Подозрения властей в отношении него лишь усилились, когда он написал на миланском диалекте стихотворение La Prineide, в котором ярко описал трагическую смерть Джузеппе Прины, главного казначея империи, которого жители Милана, подстрекаемые австрийскими агитаторами, разорвали на куски и протащили по улицам города в 1814 году. Стихотворение, будучи анонимным, было сначала приписано знаменитому поэту Карло Порте, но Гросси вскоре добровольно признал себя его автором.
В 1816 году он опубликовал две другие поэмы, написанные также на миланском диалекте, — La Pioggia d’Oro и La Fuggitiva. Эти поэмы обеспечили ему дружбу с Карло Портой и Алессандро Мандзони, и вместе они образовали нечто вроде литературного триумвирата поэтов-романтиков. Гросси, на волне популярности своих стихов на миланском диалекте, решился попробовать начать писать стихи на литературном итальянском, в который он стремился ввести элементы реализма, приведшие к таким успехам его ранних поэм, и в этом он, как считается, преуспел, написав поэму Ildegonda (1814).
Затем он написал эпическую поэму, озаглавленную I Lombardi alla prima crociata («Ломбардцы в первом крестовом походе»), о которой Мандзони упомянул с восхищением в своей новелле I Promessi Sposi. Эта поэма, распространяемая по подписке (1826), достигла такого успеха, какого не удостаивалось ни одно другое итальянское стихотворное произведение в XIX веке. На базе I Lombardi alla prima crociata итальянский композитор и поэт Темистокле Солера написал либретто одноимённой оперы Джузеппе Верди «Ломбардцы в первом крестовом походе», премьера которой состоялась в театре Ла Скала в Милане 11 февраля 1843 года.
Пример Мандзони побудил Гросси написать исторический приключенческий роман «Марко Висконти» (1834), где действие происходит в Миланском герцогстве в XIV веке: там идёт борьба за Ломбардию между сторонниками папы и императора, в ходе которой погибает заглавный герой кондотьер Марко Висконти. На сюжет этого произведения, содержащего элементы исторического повествования и глубокий пафос, композитор Эррико Петрелла написал одноимённую оперу, премьера которой с большим успехом прошла в 1851 году; в 1925 году режиссёр Альдо де Бенедетти создал немой фильм «Марко Висконти», в 1941-м Марио Боннар снял звуковую картину с тем же названием, а в 1975 году на телеэкраны вышел одноимённый сериал RAI с Рафом Валлоне в заглавной роли.
Чуть позже романа Гросси опубликовал легенду в стихах Ulrico e Lida, но затем отошёл от поэтической деятельности. После женитьбы в 1838 году продолжал работать в качестве нотариуса в Милане до самой смерти.